# 布比爾山
布比爾山（英語：Mount Bubier），是南極洲的山峰，位於埃爾斯沃思地，處於瑟斯頓島的愛德華茲半島北端以南7公里，在1946年12月根據美國海軍拍攝的空中照片繪入地圖，現時由南極條約體系管理。